# Sciocochlea nordsiecki
Sciocochlea nordsiecki is een slakkensoort uit de familie van de Clausiliidae. De wetenschappelijke naam van de soort is voor het eerst geldig gepubliceerd in 1993 door Subai.